# Federal de caputxa groga
El federal de caputxa groga (Chrysomus icterocephalus) és un ocell de la família dels ictèrids (Icteridae).

## Hàbitat i distribució
Habita marjals i herba humida de les terres baixes del nord, est i centre de Colòmbia, nord de Veneçuela, Trinitat, Guaianes, nord-est del Perú i Brasil amazònic